# Kussakinella spinosum
Kussakinella spinosum är en kräftdjursart som först beskrevs av Oleg Grigor'evich Kussakin 1982.  Kussakinella spinosum ingår i släktet Kussakinella och familjen Paramunnidae. Inga underarter finns listade i Catalogue of Life.